# Pseudocrossidium excavatum
Pseudocrossidium excavatum là một loài Rêu trong họ Pottiaceae. Loài này được (Mitt.) R.S. Williams miêu tả khoa học đầu tiên năm 1915.